# سيرجينيو
سيرجينيو (بالبرتغالية: Paulo Sérgio Oliveira da Silva‏) (19 أكتوبر 1974 بفيتوريا، البرازيل في البرازيل - 27 أكتوبر 2004 بساو باولو في البرازيل) هو لاعب كرة قدم برازيلي في مركز الدفاع. لعب مع نادي ساو كايتانو وSocial Futebol Clube ‏ ونادي موجي ميريم وAssociação Esportiva Araçatuba ‏ وأتلتيكو باتروسينينسي ‏ وIpatinga Futebol Clube ‏.